# Резолюция Совета Безопасности ООН 1609
Резолюция Совета Безопасности Организации Объединённых Наций 1609 была единогласно принята 24 июня 2005 года. Напомнив предыдущие резолюции о ситуации в Кот-д’Ивуаре, Совет продлил мандат Операции Организации Объединённых Наций в Кот-д’Ивуаре (ОООНКИ) и поддержки французских сил ещё на семь месяцев до 24 января 2006 года.

## Резолюция

### Наблюдения
Совет Безопасности подтвердил свою поддержку «Соглашения Лина-Маркуси» и его полного выполнения. Он выразил признательность Африканскому союзу, Экономическому сообществу западноафриканских государств (ЭКОВАС) и французским силам за их усилия по содействию мирному урегулированию в Кот-д’Ивуаре, но отметил существующие вызовы стабильности в стране и её угрозу миру и безопасности в регионе, особенно на мероприятиях на западе страны.
Совет также рассмотрел отчет о трансграничных операциях между Миссией Организации Объединённых Наций в Сьерра-Леоне (МООНСЛ), Миссией Организации Объединённых Наций в Либерии (МООНЛ) и Операцией Организации Объединённых Наций в Кот-д’Ивуаре (ОООНКИ).

### Действия
Действуя в соответствии с главой VII Устава Организации Объединённых Наций, Совет продлил мандат ОООНКИ и поддержки французских сил на семь месяцев. Перед ОООНКИ были поставлены задачи в следующих областях:
- Мониторинг прекращения боевых действий и передвижений вооруженных групп
- Разоружение, демобилизация, реинтеграция, репатриация и расселение бывших комбатантов
- Разоружение и роспуск ополченцев
- Защита персонала, учреждений и гражданского населения Организации Объединённых Наций
- Мониторинг эмбарго на поставки оружия, введенного Резолюцией 1572 (2004)
- Поддержка гуманитарной помощи
- Поддержка перераспределения государственного управления
- Поддержка организации открытых, свободных, справедливых и прозрачных выборов
- Помощь в области прав человека, общественной информации и правопорядка

Численность ОООНКИ была увеличена на 850 военнослужащих и 725 полицейских. Кроме того, Генеральный секретарь был уполномочен осуществлять меры, содержащиеся в его отчете о сотрудничестве между миссиями и возможных трансграничных операциях. В резолюции подробно описаны меры по передислокации войск между тремя операциями по поддержанию мира.
Наконец, Совет разрешил поддерживающим французским силам использовать любые средства, необходимые для поддержки ОООНКИ.

## Голосование
| За (15) | Воздержались (0) | Против (0) |
| --- | ---------------- | ---------- |
| - Китай - Франция - Россия - Великобритания - США - Алжир - Аргентина - Бенин - Бразилия - Дания - Греция - Япония - Филиппины - Румыния - Танзания |                  |            |

* жирным выделены постоянные члены Совета Безопасности ООН